# Ромен Грожан
Ромен Грожан (на френски: Romain Grosjean) е роден на 17 април 1986 г. в Женева, Швейцария. Има швейцарско и френско гражданство. Флагът, под който той се състезава, e френският.

## Ранни години
Ромен започва моторспорт кариерата си на 14-годишна възраст. По-голямата част прекарва в картинг сериите, като през 2006 година преминава в Евросериите на Формула 3. Година по-късно печели шампионата изпреварвайки другия дебютант от тази година във Формула 1 – Себастиен Буеми.
През 2008 година Грожан се прехвърля в ГП2 категорията и ГП2 Азия.
Комбинирайки участието си в сериите със задълженията на тест пилот на Рено във Формула 1, Ромен достигна до четвъртото място в класирането.

## Формула 1
Дебютът си прави на 23 август 2009 година на Голямата награда на Европа на пистата Валенсия. Грожан се състезава за тима на ING Рено като съотборник на двукратния световен шампион Фернандо Алонсо. Ромен заменя освободения след Гран при на Унгария 2009 пилот на отбора Нелсиньо Пикет. След края на сезон 2009 договорът му не е подновен и на негово място отборът привлича бившият му съотборник от ГП2 Виталий Петров.